# 謝伊瑪·厄爾坎
謝伊瑪·厄爾坎（土耳其語：Şeyma Ercan，1994年7月5日—），土耳其女子排球運動員，司職主攻手。現時效力於土超球隊土耳其航空女排俱乐部。
厄爾坎在2012年開始成為土耳其國家女子排球隊一員。她代表土耳其在出戰2018年世界女排聯賽及2019年歐洲女子排球錦標賽奪得銀牌。

## 獎項

### 俱樂部
- 2015年土耳其杯： - 金牌（費內巴切女排俱樂部）[3]
- 2015–16赛季歐洲女排聯賽冠軍盃： - 銅牌（費內巴切女排俱樂部）
- 2016年土耳其杯： - 金牌（費內巴切女排俱樂部）

### 國家隊
- 2017年歐洲女子排球錦標賽： - 銅牌
- 2018年世界女排聯賽： - 銀牌
- 2019年歐洲女子排球錦標賽： - 銀牌